# パラダイン夫人の恋

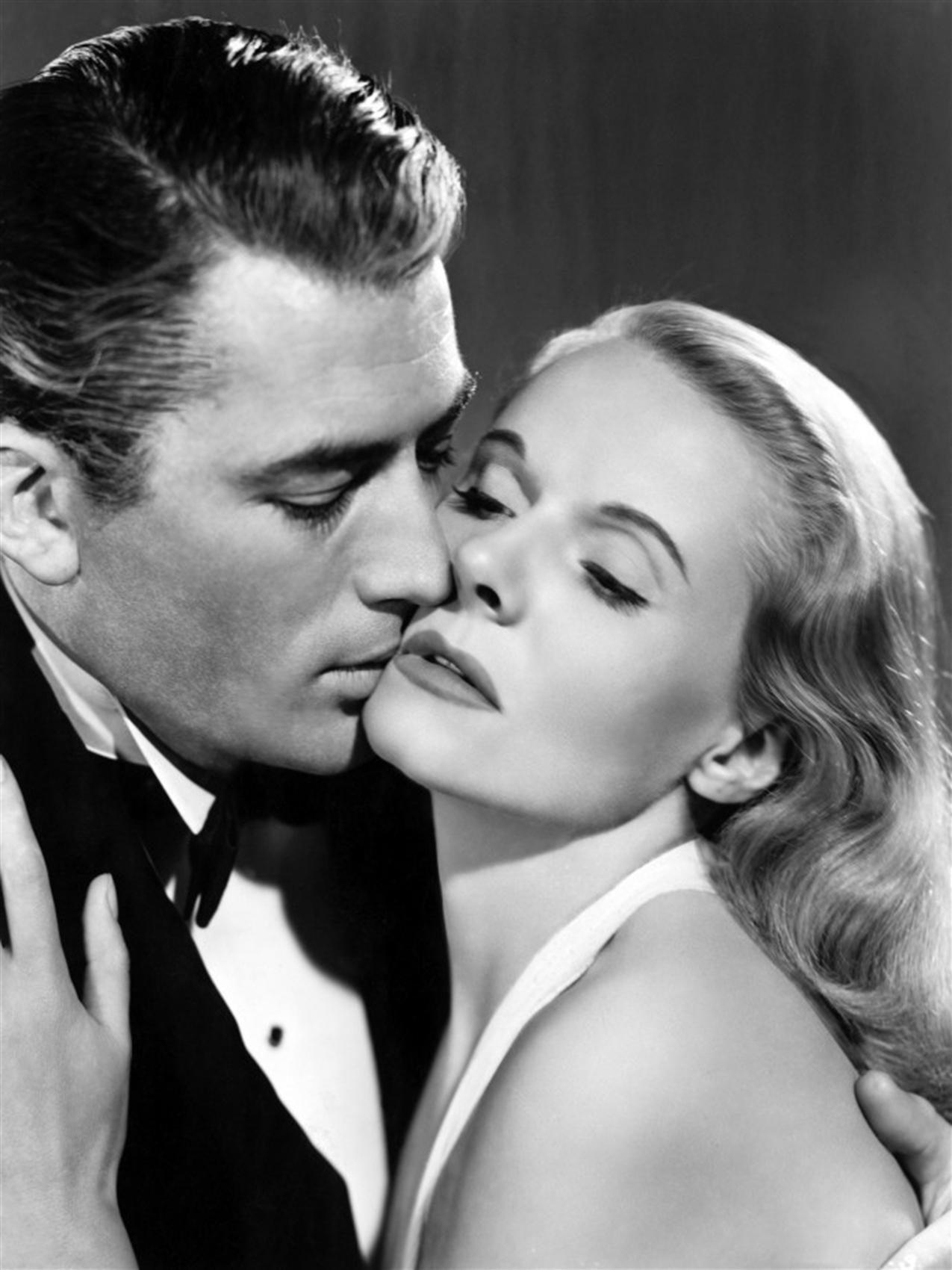
グレゴリー・ペック(左)とアン・トッド(宣材写真)

『パラダイン夫人の恋』（パラダインふじんのこい、原題：The Paradine Case）は、1947年のアメリカ映画である。

## 概要
『白い恐怖』『汚名』に続く、アルフレッド・ヒッチコック監督のアメリカ時代の作品（セルズニック製作、1947年）。撮影はリー・ガームス、音楽はフランツ・ワックスマン。主演は『白い恐怖』のグレゴリー・ペックと、本作品が米映画初出演となるアリダ・ヴァリ（オープニング・ロールやアメリカのポスターでは「ヴァリ」とだけ紹介されている）で、チャールズ・ロートン、チャールズ・コバーンらが助演している。

## あらすじ
近代のロンドン。目の不自由なパラダイン大佐が殺害され、夫人が提訴される事件が起こる。裁判を担当することになった弁護士アンソニーは、やがて夫人の美しく妖しい魅力にとりつかれ、彼女の無実を証明しようと躍起になるのであった。しかし疑いの目が大佐の世話人ラトゥールに向いたことからアンソニーは事件の意外な真実に気づいてゆく・・・

## キャスト
| 役名                 | 俳優                 | 日本語吹替 | 日本語吹替 |
| 役名                 | 俳優                 | NHK版      | PDDVD版    |
| -------------------- | -------------------- | ---------- | ---------- |
| パラダイン夫人       | アリダ・ヴァリ       | 北村昌子   | 藤貴子     |
| アンソニー・キーン   | グレゴリー・ペック   | 前田昌明   | 咲野俊介   |
| アンドレ・ラトゥール | ルイ・ジュールダン   | 朝戸正明   | 高瀬右光   |
| ゲイ・キーン         | アン・トッド         | 坂本和子   | 泉裕子     |
| サイモン             | チャールズ・コバーン |            | 伴藤武     |
| ジュリア             | ジョアン・テッツェル |            | 根本圭子   |
| ホーフィールド判事   | チャールズ・ロートン | 河村弘二   | 中村浩太郎 |
| ジョセフ検事         | レオ・G・キャロル    |            |            |
| ソフィー             | エセル・バリモア     |            | 峰松希匡   |

- NHK版：初回放送1969年07月12日14:10-16:05『劇映画[2]』
- PDDVD版：ミックエンターテイメント株式会社から発売されたDVDに収録。

## スタッフ
- 監督：アルフレッド・ヒッチコック
- 製作：デヴィッド・O・セルズニック
- 原作：ロバート・S・ヒチェンス
- 脚本：デヴィッド・O・セルズニック、ジェームズ・ブリディ
- 撮影：リー・ガームス
- 音楽：フランツ・ワックスマン